# Tài nguyên chia sẻ
Trong máy tính, tài nguyên dùng chung / tài nguyên chia sẻ, hay chia sẻ qua mạng, là một tài nguyên máy tính được tạo sẵn từ một máy chủ đến các máy chủ khác trên mạng máy tính. Nó là một thiết bị hoặc một phần thông tin trên máy tính có thể được truy cập từ xa từ một máy tính khác một cách minh bạch như thể nó là một tài nguyên trong máy cục bộ. Chia sẻ mạng được thực hiện bằng cách liên lạc giữa các quá trình qua mạng.
Một số ví dụ về tài nguyên có thể chia sẻ là chương trình máy tính, dữ liệu, thiết bị lưu trữ và máy in. Ví dụ: quyền truy cập tệp được chia sẻ (còn được gọi là chia sẻ đĩa và chia sẻ thư mục ), quyền truy cập máy in được chia sẻ, quyền truy cập máy quét được chia sẻ, v.v. Tài nguyên được chia sẻ được gọi là ổ đĩa dùng chung, thư mục dùng chung hoặc tài liệu dùng chung.
Thuật ngữ chia sẻ tập tin theo truyền thống có nghĩa là truy cập tệp được chia sẻ, đặc biệt là trong ngữ cảnh của hệ điều hành và các dịch vụ LAN và Intranet, ví dụ như trong tài liệu Microsoft Windows.  Mặc dù, khi BitTorrent và các ứng dụng tương tự có sẵn vào đầu những năm 2000, thuật ngữ chia sẻ tệp ngày càng trở nên gắn liền với việc chia sẻ tệp ngang hàng qua Internet.